# Fairfield, Illinois
Fairfield är en stad (city) i Wayne County, i delstaten Illinois, USA. Enligt United States Census Bureau har staden en folkmängd på 5 123 invånare (2011) och en landarea på 10,4 km². Fairfield är huvudort i Wayne County.